# Bruno Suzuki
Bruno Junichi Suzuki Castanheira ou comumente referido como Bruno Suzuki (鈴木 ブ ル ー ノ) ou Bruno Castanheira (nascido em 20 de maio de 1990) é um jogador de futebol brasileiro que joga no clube Terengganu II do Campeonato Malaio de Futebol.
Nascido no Brasil, Castanheira foi criado no Japão, seu país de origem materna. Ele também possui cidadania japonesa.

## Carreira

### Empréstimos no Japão e Cingapura
Castanheira foi emprestado ao FC Machida Zelvia, clube da Japan Football League, antes de retornar e ser emprestado novamente, desta vez com o Albirex Niigata Football Club, do S-League, emprestado pelo clube matriz no Japão. Ele estreou no jogo de 26 de julho de 2010 contra o Balestier Khalsa, empatando de 1-1. Ele marcou 3 gols na Copa da Liga de Cingapura de 2011.
Em 2012, Bruno voltou ao clube matriz, Albirex Niigata. Ele jogou algumas partidas durante a pré-temporada e recebeu o número 27 da equipe.

### Cingapura
Em seguida, ele assinou com a Albirex Niigata Singapore permanentemente para a temporada de S-League de 2013 após a expiração de seu contrato. O anúncio oficial foi feito em 6 de dezembro de 2012.
O Albirex Niigata terminou em 2.º lugar, depois de uma derrota por 3-1 para o Home United, no estádio de Bishan, na última jornada da temporada, na qual o White Swans precisou de nada menos que uma vitória contra o Home United. Ele fez 32 aparições e marcou 7 gols em todas as competições.
Castanheira assinou em novembro de 2013 com o Home United FC, rival do S-League.
Em 23 de dezembro de 2014, Bruno assinou contrato com a Geylang International na próxima campanha, a S-League de 2015. Ele se reunirá com os ex-companheiros da Albirex Niigata — Tatsuro Inui, Kento Fukuda e Yuki Ichikawa.
Em 4 de outubro de 2015, Castanheira marcou um hat-trick contra Courts Young Lions. Assim, terminando a série sem vitórias em nove jogos do Geylang International FC.
Ele voltou ao Japão para jogar pelo time da J2 League FC Gifu em 2016.

### Malaysia Premier League
Castanheira foi contratado pelo Negeri Sembilan FA, um clube da Malaysia Premier League em 2017. Após boas atuações na temporada, durante as quais marcou 11 gols, foi transferido para o clube rival da mesma liga, o Terengganu F.C. II, no início de 2018. No final de abril do mesmo ano, ele foi trazido para a equipe principal do Terengganu II, o Terengganu F.C. I, a curto prazo. Ele retornou a Terengganu II depois que Terengganu I garantiu outro importador em junho de 2018.

## Honras
Copa da Liga de Singapura
- 2011: Campeões